# Большой театр (Варшава)
«Большой театр — Национальная опера», также «Теа́тр Ве́льки» (пол. Teatr Wielki – Opera Narodowa) — оперный театр в Варшаве, построенный на Театральной площади в 1825—1833 годах по проекту Антонио Корацци. Был торжественно открыт 24 февраля 1833 года оперой Джоаккино Россини «Севильский цирюльник». Полностью уничтожен немцами в период Второй мировой войны, восстановлен в 1965 году. 
Театр имеет два зала — большой на 1841 место и малый — на 200 мест, в котором также проходят представления. В залах театра ставят оперы, балеты, проходят концерты, а также торжества.
В 2011 году в рамках празднования 100-летия «Русских балетов» Дягилева в фойе театра была установлена бронзовая скульптура Вацлава и Брониславы Нижинских в образе фавна и нимфы из балета «Послеполуденный отдых фавна» (скульптор Геннадий Ершов).